# 城北埼玉中学・高等学校
城北埼玉中学・高等学校（じょうほくさいたまちゅうがく・こうとうがっこう）は、埼玉県川越市古市場に所在し、中高一貫教育を提供する私立男子中学校・高等学校。
高等学校において、中学校から内部進学した生徒と高等学校から外部進学した生徒との間で、第3学年から混合してクラスを編成する併設型中高一貫校。なお、2020年度から新たに設置されたフロンティアコースにおいては、第1学年から内部進学生と外部進学生が混合のクラスとなっている。
なお、東京都板橋区にある城北中学校・高等学校とは、かつて系列校であったが、現在は無関係である。

## 沿革
- 1979年6月 - 城北学園理事長兼校長近藤薫明が、城北中学・高等学校と同一の建学精神を持つ高校を埼玉県川越市に建設する計画を公表する。
- 1979年11月 - 川越市農業委員会及び関係各省庁に農地転用許可を申請する。（11月11日。開校記念日。）
- 1979年12月 - 正式校名を「城北埼玉高等学校」と定める。
- 1980年4月　- 城北学園城北埼玉高校として開校。1学期中はプレハブ校舎で授業を開始。高等学校長に近藤正巳就任。
- 1980年11月 - 学校法人城北埼玉学園として独立、理事長に近藤薫明就任。
- 1982年11月 - 校舎完成記念式典挙行。
- 1985年7月 - 校外施設「白樺荘」が群馬県利根郡新治村猿ヶ京（現・みなかみ町猿ヶ京温泉）に完成。
- 1986年3月 - 室内温水プール完成。
- 1986年4月 - 付属グラウンド（荒川河川敷野球場）完成。
- 1987年4月 - 校舎3号館増設。
- 1992年8月 - 全館冷暖房設備完成。
- 1992年12月 - 理事長に近藤正巳、学園長に近藤薫明就任。
- 1994年9月 - ドーム型食堂完成。
- 2000年4月 - 理事長に近藤文彦、高等学校長に磯部徳彦就任
- 2002年3月 - 近藤記念ホール完成。
- 2002年4月 - 城北埼玉中学校開校。中学・高等学校長に近藤文彦就任。
- 2002年12月 - 第3グラウンド完成。
- 2004年4月 - 部室棟完成。
- 2006年3月 - 寮廃止。
- 2009年11月 - 同窓会発足。
- 2011年4月 - 中学・高等学校長に森泉秀雄就任。

歴代理事長
1. 近藤薫明（1980年 - 1992年）
2. 近藤正巳（1992年 - 1999年）
3. 近藤文彦（1999年 - 2023年)
4. 近藤明彦（2024年 -　）

歴代校長
1. 近藤正巳（1980年 - 1999年）
2. 磯部徳彦（2000年 - 2001年）
3. 近藤文彦（2002年 - 2010年）
4. 森泉秀雄（2011年 - ）

## 特色
学校週5日制を採用していない。2020年度より高校にフロンティアコースが設置され、高校1年次は本科・フロンティアの2つのコースに分かれてクラスが編成される。本科コースは高校2年次より理系・文系に分かれてクラスを編成し、3年次ではさらに細かくクラス・コース分けをしている（私立文系、国立文系、私立理系、国立理系）。フロンティアコースは「リアルな世界での経験を積むフィールドワークや、納得する結論を協力して導くプロジェクト型学習を軸に、課題解決型カリキュラムを展開」するとしている。
中学及び高校の本科コースには成績優秀者を集めたクラスが存在し、中学では「選抜クラス」、高校では「特進クラス」という名称で設置されている。中学は各学年に1つ選抜クラスが設置され、高校では1・2年次は中学入学者（中入生）と高校入学者（高入生）でそれぞれ特進クラスが1つずつ設置されている。高校3年次は選択人数次第で国立理系のみ特進クラスが1つ設けられる。年によって判断基準は違うが、選抜クラス及び特進クラスは定期テストの成績により判断する。2023年度高校入学者までは高校においても中学と同様に「選抜クラス」という名称を用いていた。
「城北埼玉中学・高校」は呼び名として長いので、呼びやすくするために「城玉（じょったま・じょうたま）」と呼ぶこともある。この時「城北（じょうほく）」と呼ばないのは、東京都板橋区にある城北中学校・高等学校との混同を避けたためである。
城北中学校・高等学校と同様、毎授業の前に、目を閉じ、姿勢を正して、「静座」を行う。1年行うことで約1日分の時間になる。
制服
中学生・高校生ともに黒の詰襟。中学生は黒ボタン、高校生は金ボタンとなっており区別が付けられる。Yシャツも中学生は薄いグレーのチェック、高校生は無地と相違がある。

## 設備

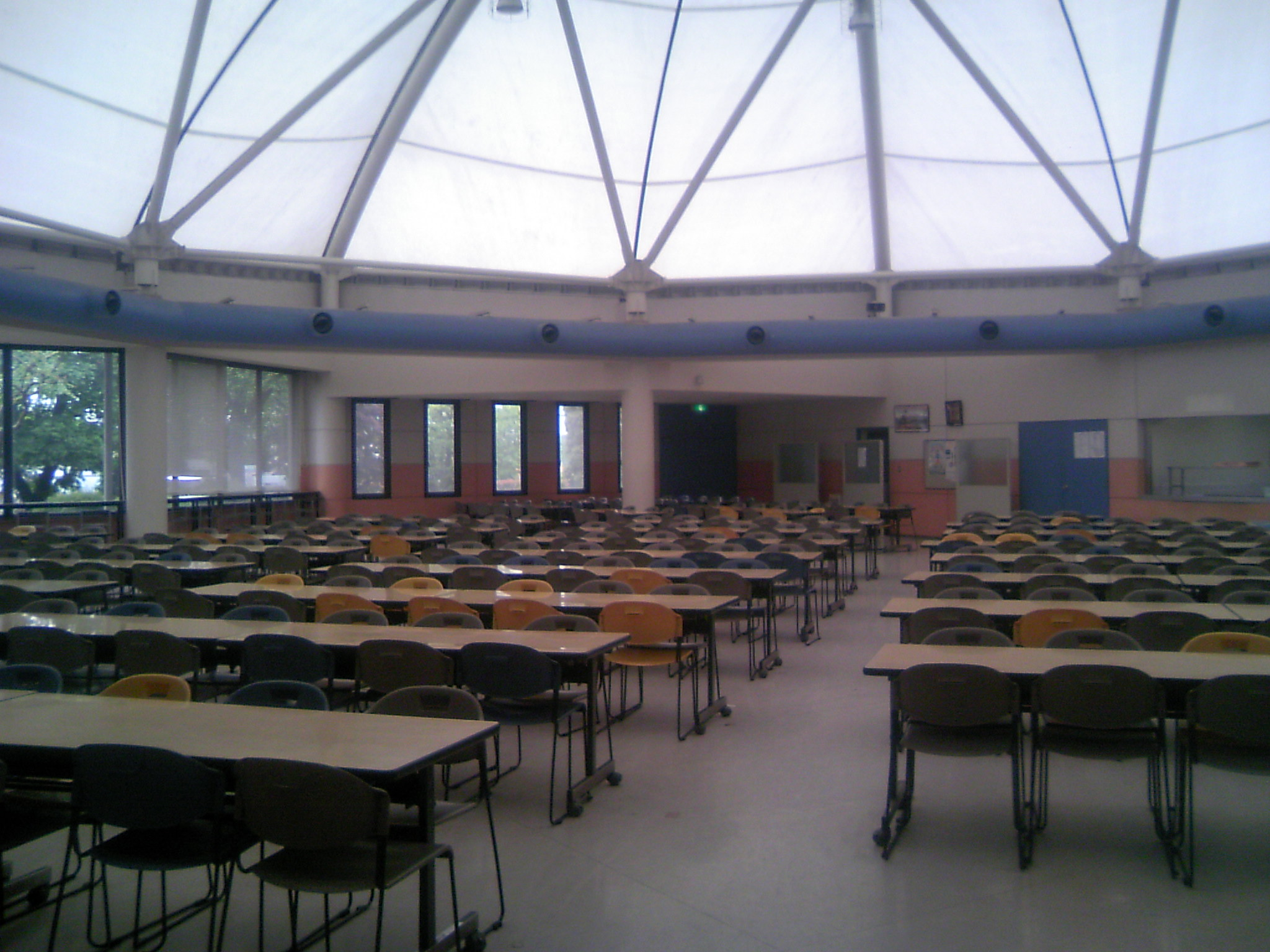
ドーム型食堂内部

### 食堂
ドーム型の大きい食堂がある（平成6年完成）。

### 室内温水プール
室内温水プールのため水泳の授業は各学期ごとに各学年行われる（1学期-3年生、2学期-1年生、3学期-2年生）。また水泳部が年間を通じて活動している。

### 近藤記念ホール
1階が多目的教室（会議室など）、2階がホールとなっている。1階には多目的教室の他、シャワー室なども備えられていて運動部の合宿等もここで行われる。2階のホールは当初入学式の会場として使用されるはずであったが、収容しきれないことが判明し、現在は進路説明会、OB座談会などに使用されている。

### 白樺荘（廃止）
群馬県利根郡みなかみ町猿ヶ京温泉に存在した校外施設。中学1年の林間学校や高校1年のオリエンテーション合宿、高校3年の受験合宿時に使用されていたが現在は廃止されている。

### 学生寮（廃止）
ふじみ野市（旧上福岡市）に学生寮が存在したが、希望者の減少に伴い平成18年3月に閉鎖された。

### けやき広場
現在実施されている、校内改修、長期耐震化工事に合わせて裏庭テニスコートを埋め立てた広場が完成した。通常時は教員用駐車場として利用されるほか、けやき祭開催時はおやじの会による焼き鳥販売所として利用される。

## 年間行事
- 4月
  - 入学式
  - オリエンテーション合宿 - 中1, 高1
- 5月
  - 第1回定期考査
  - 社会科見学 - 中1
- 6月
- 体育祭
- 7月
  - 第2回定期考査
  - 演劇鑑賞会
  - 林間学校 - 中2
- 8月
  - English Camp（校内）・中1
  - 受験合宿 - 高3
  - オーストラリア海外研修・高1, 高2
- 9月
  - 文化祭
- 10月
  - 第3回定期考査
  - 修学旅行（京都・奈良）- 中3
  - 修学旅行（行き先は選択制）- 高2
- 11月
  - English Camp・高1, 中2
  - 音楽鑑賞会
  - 創立記念日
- 12月
  - 第4回定期考査
- 1月
  - 受験合宿 - 高3
- 2月
  - スキー教室 - 中1
  - English Camp・中3
- 3月
  - 第5回定期考査
  - 卒業式

### English Camp
高校一年生全員で外部施設に宿泊しながら、配属された専用のALTとともに英語漬けの生活を送る。ネイティブスピーカーと直に触れ合う事で、英語を身近なものとしてより良い理解と積極的なコミュニケーション能力の育成を図る。としている。

### スキー教室
希望者のみ実施。12月末に雪山に泊りがけでスキーを行う。

### 学園祭
体育祭と文化祭の2つを学園祭とし、文化祭は「欅祭」と称され、2日間にわたって行われる。9月の第2土曜・日曜日に行われる。
体育祭
川越運動公園陸上競技場を借り切って行われる。 以前は文化祭前後の9月に行われていたが2013年より5月に移行した。
欅祭/けやき祭（文化祭）
中学2年〜高校2年生の各クラス、各部活、委員会及び有志（中学1年生、高校3年生など）が出展している。また、父母の会主催のバザー、図書委員会による古本市などもある。その他、少林寺拳法部の演武、軽音楽部、バンド等のライブなどがある。2023年には女装大会などがあり優勝者にはディズニーランドのチケットなどが渡された。
後夜祭
2日目の欅祭が終わると開催される。イケメンコンテストやマドンナコンテスト、軽音部によるライブなど数々のステージが文化祭最後を盛り上げる。打ち上げ花火で締めくくる。

## 部活動
部活動の参加義務はない。40を超える部・同好会が存在する。
運動部は野球部やサッカー部・テニス部などが盛んである。1992年にバレーボール部は関東大会に出場しているが、現在は部員数が少ない。野球部は中学は軟式、高校は硬式に分かれている。2010年度には開校以来初の4回戦出場を果たした。中学サッカー部は、川越市新人体育大会で準優勝を飾り、2015年度に県大会に出場している。中学陸上部も、2016年に中学校通信陸上大会川越市予選会で予選を通過し2名が県大会へ出場している。剣道部や少林寺拳法部は関東大会・全国大会出場実績をもつ。水泳部は中高合同の活動で、同じプールを使用している。中学は川越市大会で優勝しており、毎年県大会に出場している。高校は関東大会出場経験があり、時期によっては川口市立川口高等学校や埼玉県立熊谷高等学校といった県内有数の強豪校と肩を並べることもある。スキー部もまた、毎年関東大会に出場しており全国大会にも出場経験を持つ埼玉県随一の強豪校である。自転車競技部は創部間もないが、近年、関東大会、全国選抜大会、インターハイ、全日本選手権（ロード）にも出場している。
文化部は運動部よりも部活数は多いが、部員が少ないところが多い。ただ、その中でも囲碁・将棋部の団体戦4位入賞、鉄道研究部の全国高等学校鉄道模型コンテストでの技能賞、ベストオブプレゼンテーション賞、ベストファンタジー賞、2025年北関東大会中学生モジュール部門最優秀賞受賞など、実績を残している部活もある。吹奏楽部は各種行事で演奏を担当し、定期演奏会も行っている。

### 運動部
- 野球部
- サッカー部
- バスケットボール部
- バレーボール部
- 硬式テニス部
- 軟式テニス部
- 自転車競技部
- ハンドボール部
- 陸上部
- 水泳部
- 柔道部
- 剣道部
- 少林寺拳法部
- スキー部
- 卓球部
- ラグビー部
- バドミントン部
- ワンダーフォーゲル部
- 釣り部
- 筋トレ部

### 文化部
- 化学部
- 生物部
- 物理部
- 地歴部
- 美術部
- 写真部
- 合唱部
- 吹奏楽部
- デジタル技術研究部
- 演劇部
- 囲碁将棋部
- 漫画動画研究部
- 軽音楽部
- 書道部
- 英語研究部
- 鉄道研究部
- 新聞委員会
- 応援団
- 模型部
- インターアクト
- 映画研究同好会
- 文芸同好会
- 格闘技観戦同好会
- マジック同好会
- シネマニア同好会
- 食文化研究同好会
- クイズ研究同好会
- 航空研究同好会
- 競技かるた同好会
- 数学研究同好会
- 放送委員会

### 大会出場実績
- 高等総体（インターハイ） - 陸上部（個人）、剣道部（個人・団体）、スキー部（個人）、自転車競技部（個人）
- 全国高等学校選抜大会 - 少林寺拳法部、自転車競技部、剣道部
- 全日本戦選手権・自転車競技部（個人）
- 国体 - 剣道部（個人）
- 全国中学（全中） - 囲碁将棋部、陸上競技部（個人）、剣道部（個人）
- 関東大会 - バスケットボール部、バレーボール部、陸上競技部、水泳部、剣道部、少林寺拳法部、スキー部、柔道部、囲碁将棋部、自転車競技部

## エピソード
- 第1期生である八代英輝は、初代生徒会長を務めた。
- 映画「ビー・バップ・ハイスクール」（1985年 - 1988年）シリーズの撮影に使用された。劇中で愛徳高校の校舎として登場する。
- フジテレビ系列のクイズ番組「クイズ!ヘキサゴンII」（2010年11月24日放映分）に出場し優勝を果たす。

## アクセス
- JR川越線南古谷駅からスクールバスで約10分
- 東武東上線ふじみ野駅からスクールバスで約15分
- 西武新宿線本川越駅からスクールバスで約25分
- 西武バス「城北埼玉中学・高等学校」バス停より徒歩約10分（上福岡・南古谷駅より。本数少）

## 著名な出身者
- 八代英輝（弁護士、第1期）
- 須藤靖貴（作家、第1期）
- 林弘樹（映画監督、FireWorks代表、第11期）
- 対馬武志（サガン鳥栖コーチ、第15期）
- 藤井孝太郎（札幌テレビ放送アナウンサー、第19期）
- 関根彰人（競艇選手、第20期）